# باجوش
وُلد القديس بجوش أو باجوش ببلدة «بِلاد Bilad» بوجه بحري، وكان فلاحًا غنيًا يملك الحقول الكثيرة. اتسم بحبه الشديد للفقراء فلم يكن يرد أحد يسأله.
إذ نظر الله إلى قلبه المتسع حبًا أراد أن يهبه إكليل الاستشهاد. ففي أيام الإمبراطور دقلديانوس، ظهر له رئيس الملائكة ميخائيل ودعاه أن يشهد لمسيحه، فقام بتوزيع كل ممتلكاته وذهب إلى مجلس القضاء يعلن إيمانه جهرًا.
عرف الوالي شرف نسبه فصار يلاطفه، وكان إريانا والي أنصنا بصعيد مصر حاضرًا فطلب من الوالي أن يسلمه له وهو كفيل أن يجعله يجحد الإيمان. أُلقيّ الأنبا بجوش في السجن، فجاءت والدته تعاتبه كيف يتركها دون أن يشركها معه في هذا الإكليل، وبقيت معه طول الليل يصليان معًا كي يكمل الله معهما العمل حتى ينالا الإكليل.
في الصباح أُستدعيّ بجوش أمام الوالي، فكانت أمه تسير وراءه تعلن إيمانها. اغتاظ الوالي لموقفها وأمر بقطع رأسها. أما بجوش فأخذه أريانا معه إلى أنصنا ليذيقه الآلام. وهناك استدعى رجلًا أعمى صار يشتم القديس ويجدف، قائلًا أنه قد فقد عينيه حين كان مسيحيًا أما الآن وقد سجد للإله أبولون فنال خيرات كثيرة. انتهره القديس على تجديفه، وفي الحال انشقت الأرض وابتلعت المجدف. اغتاظ أريانا وأمر بعصره فشفاه رئيس الملائكة ميخائيل. وإذ رأى الوالي أن كثيرين آمنوا بسببه أسرع بالحكم عليه بقطع رأسه، وقد تمّ ذلك في قرية طما التابعة لقاو Qari.
_____
- المرجع Reference (الذي استخدمه كتاب «قاموس آباء الكنيسة وقديسيها مع بعض شخصيات كنسية» للقمص تادرس يعقوب ملطي